# Ewald Hecker (Mediziner)

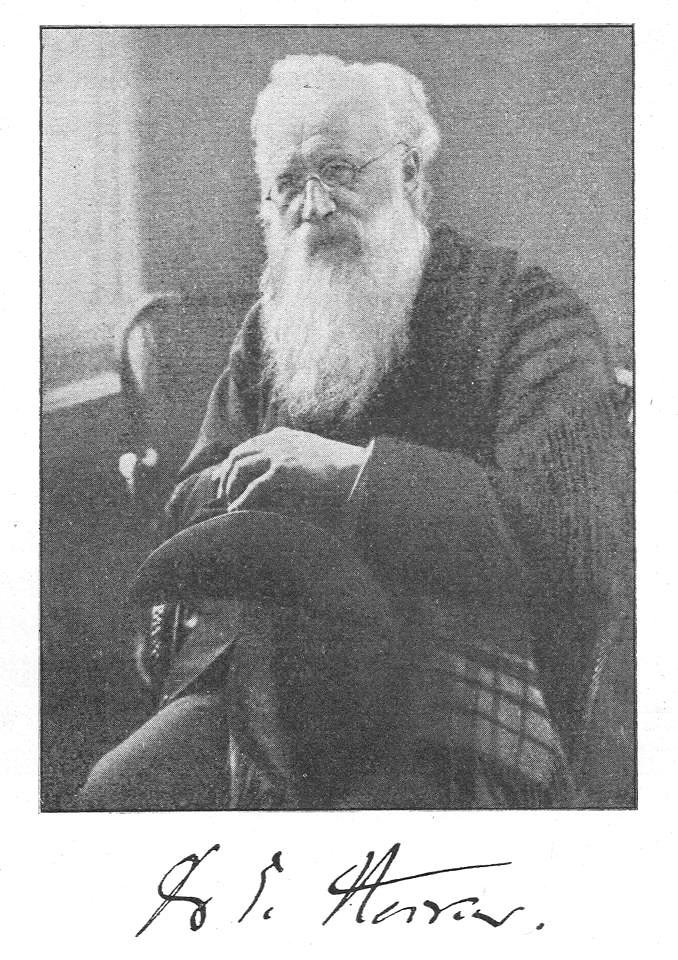
Ewald Hecker

Ewald Hecker (* 20. Oktober 1843 in Halle (Saale); † 11. Januar 1909 in Wiesbaden) war ein deutscher Psychiater und Schüler Karl Ludwig Kahlbaums.

## Leben
Hecker studierte von 1861 bis 1866 zunächst Architektur und dann Medizin. Im Wintersemester 1862/63 wurde er Mitglied der Burschenschaft Germania Königsberg. 1866 wurde er in Königsberg mit einer Arbeit über Tuberkulose promoviert und arbeitete anschließend als Assistenzarzt an der Provinzial-Heil- und Pflegeanstalt Allenberg/Ostpreußen, wo er auch seinen späteren Freund und  Mentor Karl Ludwig Kahlbaum kennenlernte. In Kahlbaums privater psychiatrischer Klinik in Görlitz im heutigen Sachsen arbeitete Hecker von 1867 bis 1876; aus dieser Zeit stammen die Arbeiten Heckers und Kahlbaums zur Katatonie und Hebephrenie. 1871 heiratete Hecker; aus der Ehe stammen zwei Kinder (ein Sohn und eine Tochter). Von 1876 bis 1881 war Hecker in Plagwitz/Schlesien tätig, wo er die dortige Heil- und Pflegeanstalt leitete und umorganisierte. Anschließend zog er nach Johannesberg um aus der dortigen Wasserheilanstalt eine psychiatrische Klinik zu machen; ab 1891 behandelte er Patienten in seinem Haus in Wiesbaden. Nach 1905 verschlechterte sich Heckers Gesundheitszustand; er erlitt eine Reihe von Schlaganfällen und verstarb 1909 im Alter von 65 Jahren in Wiesbaden.
Sein Sohn ist der Filmregisseur, Kabarettist und Bildhauer Waldemar Hecker.

## Leistungen
Am bekanntesten ist Hecker für die Ergebnisse der Zusammenarbeit mit Kahlbaum, mit dem zusammen er in den 1870er Jahren die Konzepte der dementia catatonica und der dementia hebephrenica entwickelte.

## Schriften (Auswahl)
- Die Hebephrenie. Ein Beitrag zur klinischen Psychiatrie. In: Arch. Pathol. Anat. Physiol. Klin. Med. Band 52, 1871, S. 394–429.
- Die Physiologie und Psychologie des Lachens und des Komischen. Berlin 1873.
- Hypnose und Suggestion im Dienste der Heilkunde. Wiesbaden 1893.